# 서하초등학교
서하초등학교는 대한민국 경상남도 함양군 서하면 송계리에 있는 공립 초등학교이다.

## 학교 연혁
- 1931년 4월 1일 서하공립보통학교(4년제) 설립인가
- 1938년 4월 1일 서하공립심상소학교 개칭[1]
- 1941년 4월 1일 서하공립국민학교(6년제) 개칭[2]
- 1950년 4월 1일 송계국민학교로 개칭
- 1950년 12월 1일 현 위치로 이전
- 1960년 3월 1일 서하국민학교로 개칭
- 1980년 4월 10일 병설유치원 개원
- 1991년 3월 1일 운정분교장 본교 관할
- 1995년 3월 1일 운정분교장 통합
- 1996년 3월 1일 서하초등학교로 개칭[3]
- 1998년 3월 1일 봉전분교장 본교 관할
- 1999년 9월 1일 봉전분교장 통합
- 2011년 4월 4일 서하초등학교 증·개축 준공식
- 2020년 9월 1일 영어체험실 구축
- 2022년 9월 1일 제38대 박상섭 교장 부임
- 2023년 2월 10일 제88회 졸업(남1명, 여1명, 누계 3126명)

## 학교 상징
- 꽃 : 동백꽃 - 충절의 정신을 상징하는 동백꽃처럼 원대한 꿈과 희망을 안고 살아가는 서하어린이를 나타내고 있음
- 나무 : 수양벚나무 - 우뚝 솟은 수양벚나무처럼 높은 꿈을 갖고 자라는 서하어린이를 나타냄

## 참고 자료
- 서하초등학교 - 한국교육학술정보원 학교알리미